# Tamás Bujkó
Tamás Bujkó (ur. 2 grudnia 1962 w Budapeszcie, zm. 21 marca 2008 w Sudbury w Londynie) – węgierski judoka. Olimpijczyk z Seulu 1988, gdzie zajął piąte miejsce w wadze półlekkiej.
Wicemistrz świata w 1983; trzeci w 1985 i 1987. Startował w Pucharze Świata w 1992. Brązowy medalista mistrzostw Europy w 1987. Trzeci na igrzyskach dobrej woli w 1986 roku.

## Letnie Igrzyska Olimpijskie 1988
| Konkurencja | Eliminacje            | Eliminacje            | Eliminacje                | Eliminacje             | Finały                 | Finały                  | Klas. końcowa |
| Konkurencja | Przeciwnik I          | Przeciwnik II         | Przeciwnik III            | 1/4                    | 1/2                    | o 3 miejsce             | Miejsce       |
| ----------- | --------------------- | --------------------- | ------------------------- | ---------------------- | ---------------------- | ----------------------- | ------------- |
| 65 kg       | Víctor Rivera (PUR) Z | Mamadou Keita (MLI) Z | Eduardo Landazury (COL) Z | Pavel Petřikov (TCH) Z | Lee Kyung-keun (KOR) P | Bruno Carabetta (FRA) P | 5.            |